# Vigred
Vigred je bila slovenska katoliška ženska revija, ki je izhajala enkrat mesečno v letih od 1923 do 1944 in je imela pomemben vpliv na politično aktivnost žensk na slovenskem.
Vigred je bilo glasilo Slovenske krščanske zveze, ki ga je izdajala preko Orliške podzveze. Urednice: Cilka Krek, Zvona Primc, Pavla Melihar in Zora Poženel.